# Bazzania okaritana
Bazzania okaritana là một loài Rêu trong họ Lepidoziaceae. Loài này được D. Meagher & Glenny mô tả khoa học đầu tiên năm 2007.